# Vlagvissen
Vlagvissen (Kuhliidae) zijn een familie van straalvinnige vissen uit de orde van Baarsachtigen (Perciformes).

## Geslacht
- Kuhlia Gill, 1861